# SS Libau
El Libau (pronunciat [lɪˈbaʊ]; també conegut com a SS Castro) va ser un vaixell de vapor mercant. És conegut principalment perquè, el 1916, fent-se passar per un vaixell anomenat Aud ([ʔaʊ̯d]), va intentar traslladar armes a Irlanda en el context dels preparatius de l'alçament de Pasqua.

## Història
L'SS Castro era un vaixell mercant de vapor amb una capacitat de 1.062 tones, construït per la Wilson Line de Hull, Anglaterra, el 1907. El Castro feia 220 peus (67 m) d'eslora, amb una mànega de 32 peus (9,8 m) i un calat de 12 peus (3,7 m). El vaixell va ser capturat per la Marina Imperial alemanya al canal de Kiel l'agost de 1914, poc després d'iniciada la Primera Guerra Mundial. Rebatejat com a Libau (el nom alemany de Liepāja), es va mantenir inactiu fins al 1916, moment en què fou designat per transportar armes a Irlanda, amb l'objectiu d'armar els rebels participants en l'alçament de Pasqua, rebent aquest cop el nom d'Aud.

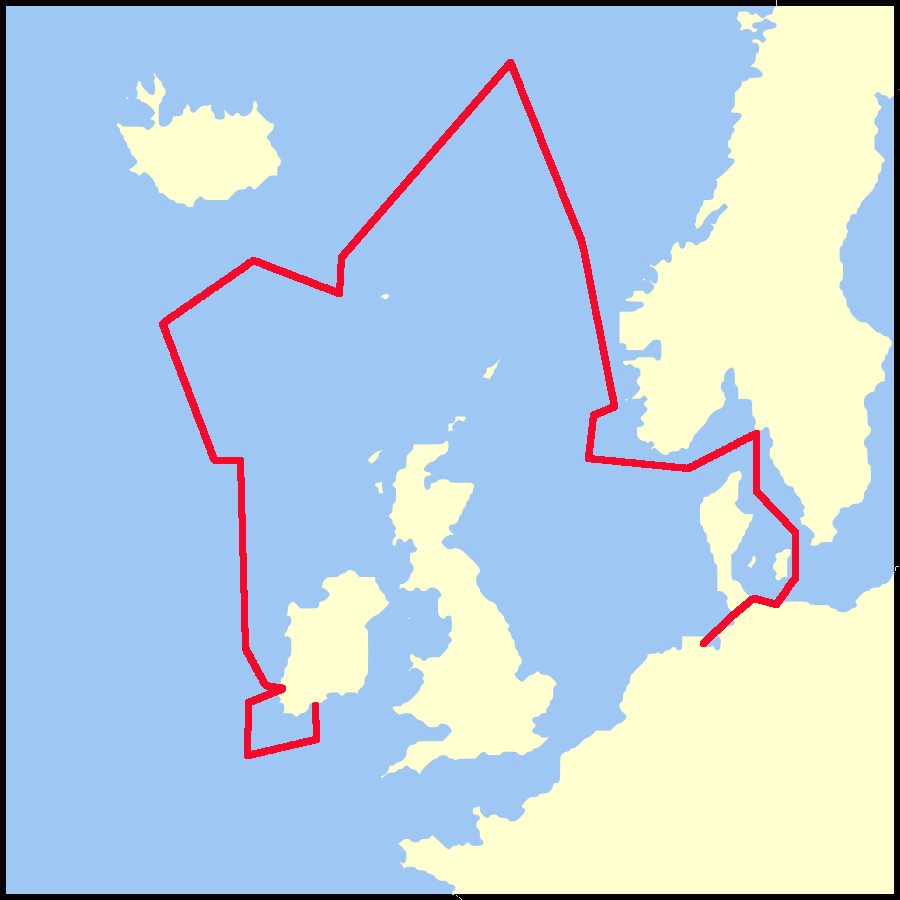
Ruta aproximada de lAud l'abril de 1916, passant pel canal de Kiel, el cercle polar àrtic i Rockall.

Camuflat amb el nom d'SS Aud, un vaixell noruec existent d'aparença semblant, el Libau va salpar del port bàltic de Lübeck el 9 d'abril de 1916, capitanejat per Karl Spindler, amb l'objectiu d'arribar a la costa sud-oest d'Irlanda. A més de Spindler, la tripulació constava de 22 homes, tots ells voluntaris. El Libau/Aud, carregat amb uns 20.000 rifles, 1.000.000 de cartutxos de munició, 10 metralladores i explosius (i camuflat com si fos un vaixell mercant), va superar tant la flota de la 10a esquadra de creuers com les patrulles auxiliars locals.
Després de sobreviure a violentes tempestes al voltant de Rockall, el Libau va arribar a la badia de Tralee el 20 d'abril. Allí s'havien de trobar amb Roger Casement i els seus companys; el líder irlandès havia desembarcar en un punt proper, havent viatjat des d'Alemanya a bord del submarí alemany U-19. A causa d'una combinació de factors (d'entrada, el fet que el vaixell no portava cap ràdio, i desconeixedor que la seva arribada havia estat canviada de dimarts dia 20 a diumenge 23 d'abril), el desembarcament de l'armament no va poder realitzar-se. El Libau, en un intent d'abandonar la zona, va veure's envoltat de vaixells britànics. El capità Spindler va acceptar ser escortat cap al port de Cork, acompanyat per l'Sloop de guerra de la classe Acàcia HMS Bluebell. Un cop allí, la tripulació alemanya va enfonsar el vaixell.
Spindler i tota la tripulació van ser internats fins al final de la guerra. En aquest punt, Roger Casement i els seus companys ja havien desembarcar a Kerry, on havien estat capturats en una cabanya entre Ardfert i Tralee. A més, un dels dos cotxes dels Voluntaris que havien de trobar-se amb Spindler havia caigut al riu Laune, a bastantes milles del punt de trobada, a Killorglin, resultant en la mort de tres dels quatre ocupants. Així, no hi havia cap possibilitat d'organitzar una transferència organitzada de les armes.

## Artefactes

### "Els rifles de l'Aud"
Diversos rifles van ser recuperats del Libau abans que el vaixell s'enfonsés. Actualment, aquests es troben escampats per diversos museus, tant d'Irlanda com del Regne Unit. Entre d'altres, se'n poden veure al Cork Public Museum, situat al Fitzgerald's Park de Cork; al museu de Lurgan, al comtat d'Armagh; al Museu Nacional d'Irlanda de Dublín; i a l'Imperial War Museum de Londres. La majoria d'aquests rifles són del model conegut com a Mosin–Nagant 1891, o "rifles de tres línies", capturats per les forces alemanyes després de la victòria a la Batalla de Tannenberg. Aqueses armes han estat considerades, en diverses publicacions, com a models massa antics. En qualsevol cas, tenien un cal·libre diferent als rifles alemanys, de manera que, per raons logístiques, els alemanys preferien no utilitzar-los per les seves pròpies tropes.

### Àncores
El 2012, una operació subaquàtica va permetre recuperar les àncores de l'Aud del port de Cork. Després d'unes operacions de conservació i dessalinització, s'espera que les àncores puguin ser mostrades al públic.